# Marie Wennersten
Marie Wennersten, född 11 november 1968, är en svensk radioproducent, programmakare och radiodramaregissör.
Hon är sedan 2005 anställd på Sveriges Radio Drama, tidigare Radioteatern, där hon bland annat regisserat rockoperan Kult av Ola Salo,  Rödluvan och vargarna av Angela Carter, indiemusikalen Ett barn av Sofia Fredén och The Tiny, hörspelet Till Damaskus tillsammans med Marie Silkeberg,  Ghayath Almadhoun och Lena Samuelsson  , Möjliga samtal som vann Ikarospriset för bästa drama 2012, och radiomusikalen The Seduction of Ingmar Bergman av det amerikanska rockbandet Sparks. . 2017 regisserade hon tillsammans med Uje Brandelius radiodramat Spring, Uje, spring! som vann hederspriset i Audio Fiction vid Prix Europa 2018. 2017/18 var Wennersten under nio månader ansvarig för att utveckla P2 Dokumentärs programformat. 
2001 grundade Wennersten den webbaserade kanalen SR c - Radio för konst och idéer, som hon var konstnärlig ledare för i många år. Kanalen fanns på Sveriges Radios hemsida, men har också sänt via DAB, på FM-nätet, uppfört verk på järnvägsstationer, torg, konsthallar och boklådor. Appen "Let them sing it for you" fick i mitten på 2000-talet 2,8 miljoner användare över hela världen. SR c fick ett hedersomnämnande vid Prix Italia 2002, samt Prix Europa 2004. För sitt arbete med SR c blev hon 2003 nominerad till Stora journalistpriset i kategorin Årets förnyare.. 2002 vann SR c Nöjesguidens pris för Bästa Radio/TV.
Wennersten har producerat en lång rad dokumentärer och radioprogram om och med bland andra Meredith Monk, Moondog, Tomas Tranströmer, Willy Kyrklund och Siri Hustvedt. Hon har varit producent på program som Flipper i P3, Människor och tro, samt Filosofiska rummet i P1 samt Instrumentalisterna i P2.
2012 valdes Wennersten till ordförande i EBU Radio Drama Group, där hon initierade webbprojektet Europe 1914–1918 – Audio snapshots from a Continent at War.  Wennersten var även med och initierade firandet av Art's Birthday som ett samarbete mellan radiostationer över hela Europa med hjälp av EBU:s satelliter.
Efter studier på Kulturvetarlinjen med inriktning på litteratur- och filmvetenskap vid Stockholms universitet utbildade hon sig vid Dramatiska Institutets radioproducentutbildning. Hon har även gått en Masterutbildning i konst och digitala media vid Kungliga Konsthögskolan.

## Publikationer och program i urval
- "To See with Each Other’s Ears – Sr C and Ambiguous Radio." Artikel i antologin Radio Territories[18], red Brandon LaBelle och Erik Granly Jensen, *Errant Bodies Press 2007.
- "Moondog – mystiker med mörkerseende", P2/P1 Dokumentär, jan 2019 [19]
- "Hur låter gud?" P2 Dokumentär, nov 2020 [20]
- "Den sjungande revolutionen" P2 Dokumentär, okt 2018 [21]
- "Angela Carter – engelsk litteraturs översteprästinna", Obs Essä, okt 2018 [22]
- "Marja-Leena Sillanpää om hur det förflutna och de döda talar genom hennes konst", aug 2016 [23]
- "Den OerHÖRDA kören – KLF-legenden Bill Drummonds hemliga projekt The17", apr 2013 [24]